# Le Puley
Le Puley ist eine französische Gemeinde mit 80 Einwohnern (Stand: 1. Januar 2022) im Département Saône-et-Loire in der Region Bourgogne-Franche-Comté (vor 2016 Bourgogne); sie gehört zum Arrondissement Chalon-sur-Saône und ist Teil des Kantons Blanzy (bis 2015 Mont-Saint-Vincent). 

## Geografie
Le Puley liegt etwa 28 Kilometer westsüdwestlich von Chalon-sur-Saône. Umgeben wird Le Puley von den Nachbargemeinden Saint-Micaud im Norden und Westen, Saint-Privé im Norden, Savianges im Nordosten, Germagny im Osten, Saint-Martin-du-Tartre im Südosten sowie Genouilly im Süden.

## Bevölkerungsentwicklung
| Jahr                      | 1936 | 1954 | 1962 | 1968 | 1975 | 1982 | 1990 | 1999 | 2006 | 2013 |
| Einwohner                 | 161  | 134  | 128  | 126  | 121  | 123  | 103  | 110  | 104  | 86   |
| Quelle: Cassini und INSEE |      |      |      |      |      |      |      |      |      |      |

## Sehenswürdigkeiten

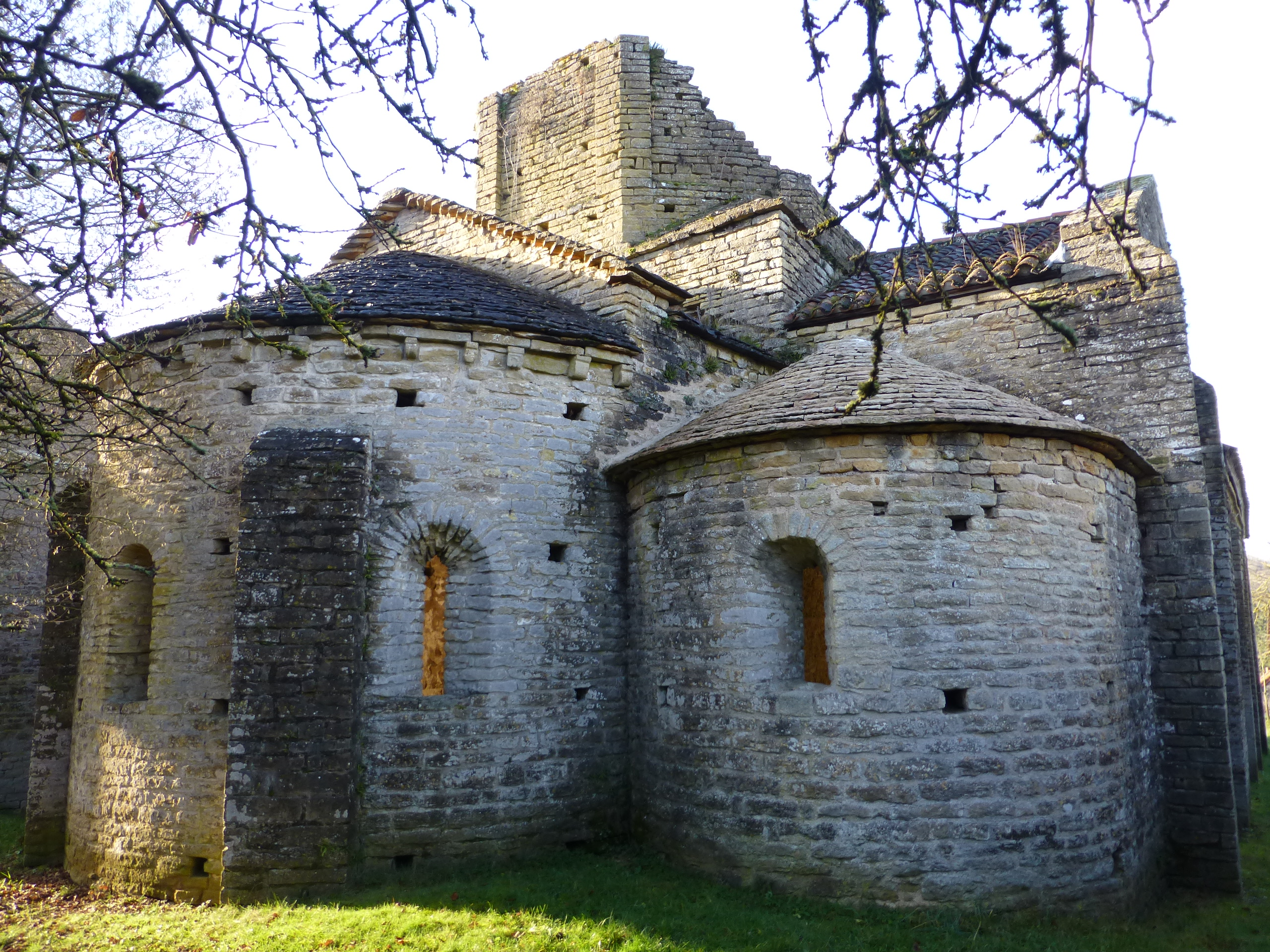
Kirche Saint-Christophe

- Prioratskirche Saint-Christophe aus dem 12. Jahrhundert, Monument historique seit 1973